# Thornton-on-the-Hill
Thornton-on-the-Hill is een civil parish in het bestuurlijke gebied Hambleton, in het Engelse graafschap North Yorkshire.